# 북크로싱

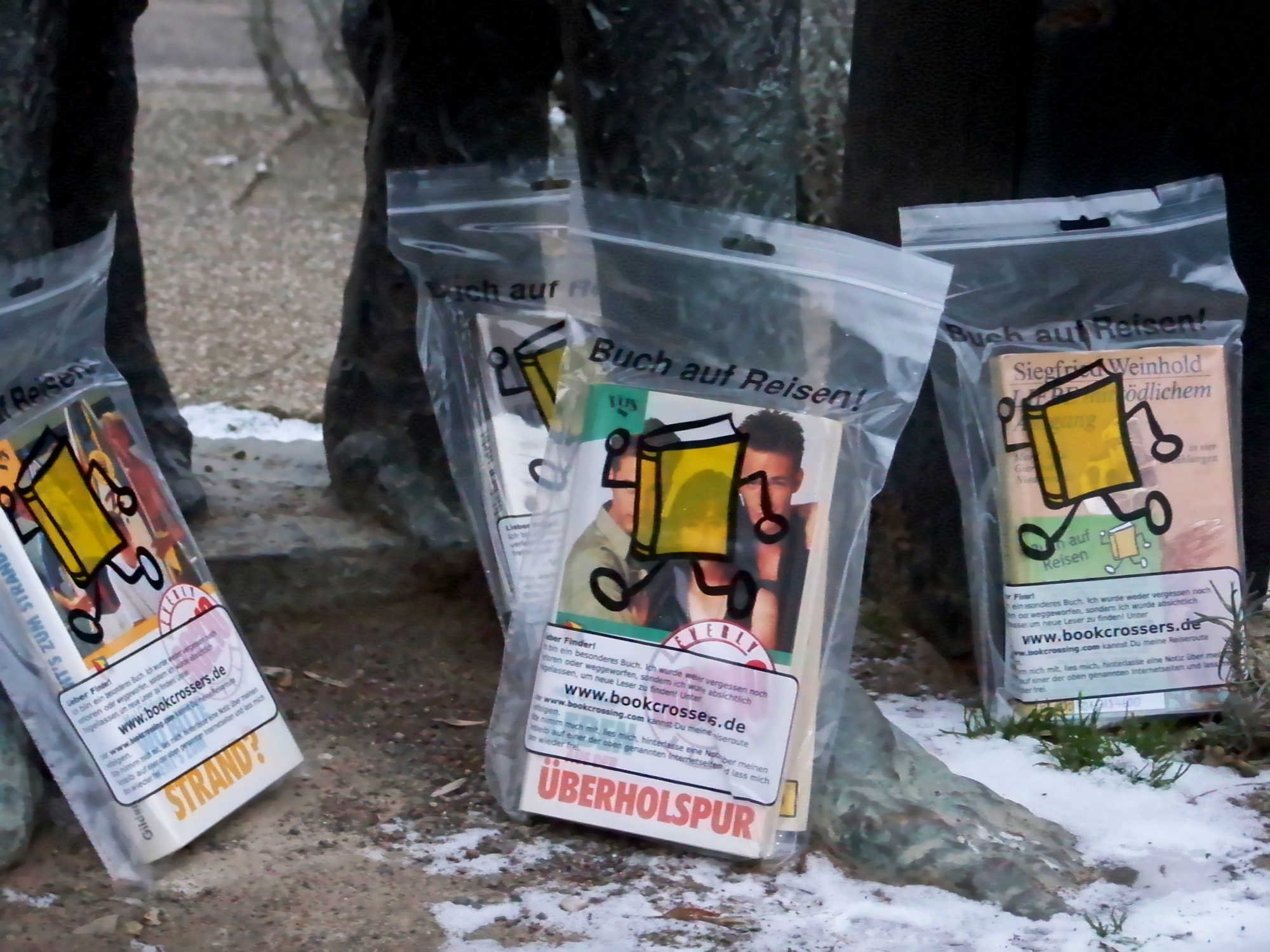

북크로싱(book-crossing)은 책을 읽은 후, 책과 함께 메시지를 적어 공공장소에 놔두면 다음에 습득한 사람도 마찬가지로 다음 사람에게 책을 넘기는 것을 말한다. 책돌려읽기 운동이라고도 한다.
미국의 론 혼베이커(Ron Hornbaker)가 2001년 읽기(Read)•쓰기(Register)•양도(Release), 3R을 주창하며 만든 사이트(www.bookcrossing.com)로 시작되었다. 집에서 한 번 보고 꽂혀있기만 한 책들을 다른 사람들에게 양도해 돌려읽으며 자신의 서평을 쓰는 과정 등을 통해 독서를 활성화 시키자는 취지다. 책을 읽은 후 책 속에 북 크로싱 메시지를 삽입하여 공공장소나 눈에 잘 띄는 곳에 책을 두어 다른 사람에게 이어지게 하는 방식으로 이루어진다. 그렇기 때문에 책은 전혀 예상치 못한 방향으로 이동할 수 있다. 책을 놓아주기 전, 인터넷에 책 이름과 고유번호를 입력하고 라벨을 다운받아 책 안쪽에 붙이고 발견자는 다시 코드번호를 인터넷상에 입력하고 또 다른 전달자(crosser)가 돼 책의 여행을 추적해 간다.
대한민국에도 '프리유어북'(www.freeyourbook.com)과 '돛단책'(www.sailingbook.com)등의 사이트에서 북크로싱 운동을 이어가고 있으며, 네이버 카페(카페명:책에 날개를 다는 사람들)와 사이버 도서관을 통해 한국형 모델로 선보인 '북모임'(www.bookmoim.co.kr)를 통해 활발히 전개되고 있다. 비슷한 맥락으로 최근 오프라인 공간에서 책 교환회를 진행하고 있는 이동식 도서관 커뮤니티 '부/끄/부/끄'(www.instagram.com/bookeubookeu)가 등장하기도 했다.

## 같이 보기
- 도서관
- 선물 경제
- 포스트크로싱
- 재사용